# Glória

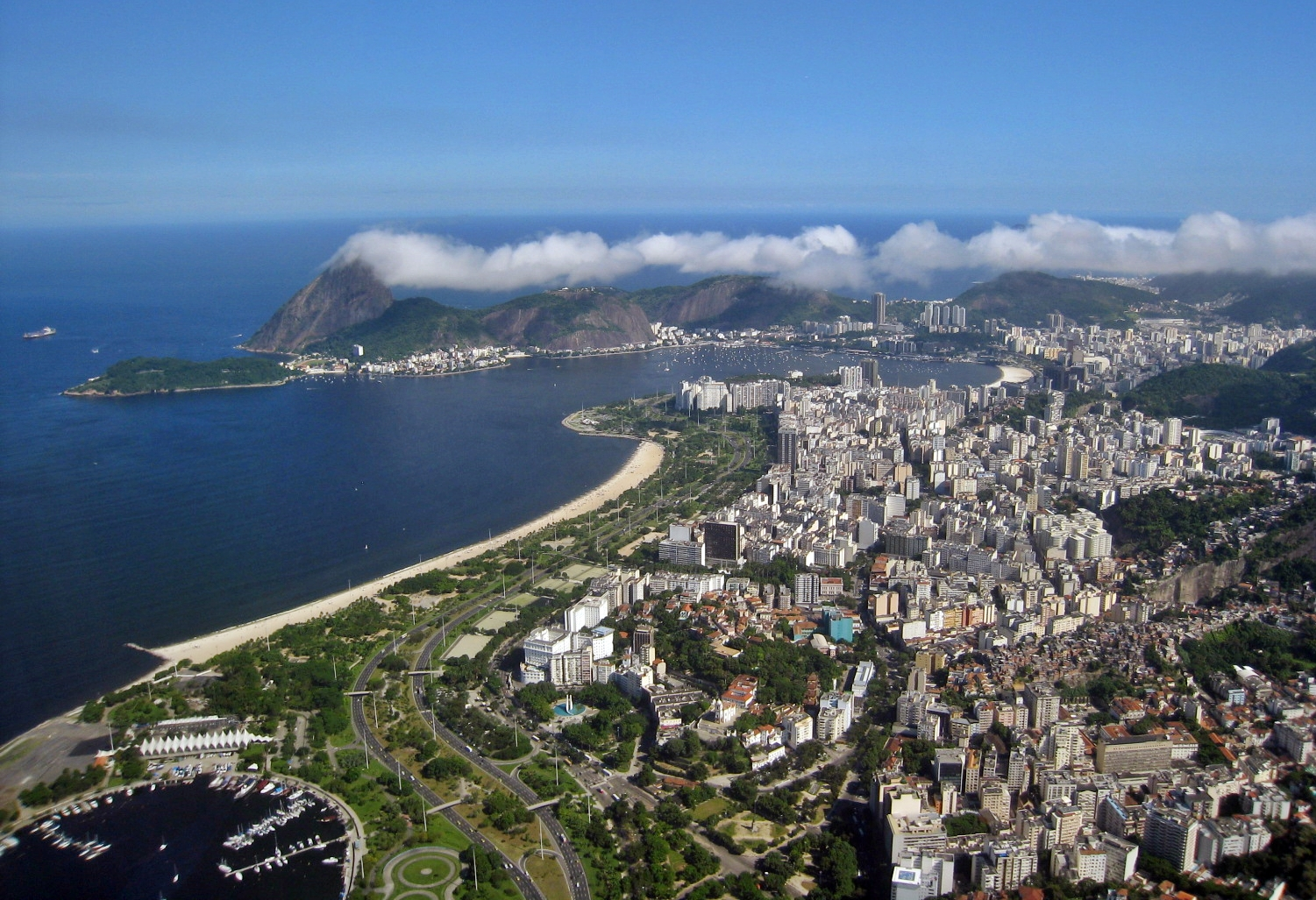
Vista parcial de Glória. Darrere, els barris de Flamengo, Catete, Botafogo i el turó Pão de Açúcar.

Glória és un barri de classe mitjana i mitjana-alta de la ciutat de Rio de Janeiro, Brasil, localitzat en l'extrem nord de la platja de Flamengo. És el barri de la Zona Sud carioca més proper al centre. Glória va perdre bona part del seu accés al mar amb les anivellacions de terreny, a partir de la construcció de l'Aterro do Flamengo, una important franja de terres guanyades al mar.

## Límits i ubicació
Glória és part de l'Àrea de Planejament 2 i comparteix la Regió Administrativa IV (Botafogo) amb els barris Flamengo, Laranjeiras, Catete, Cosme Velho, Botafogo, Humaitá i Urca. Limita al nord amb el centre, a l'oest amb Santa Teresa, al sud-oest amb Catete, al sud amb Flamengo i a l'est amb la Badia de Guanabara. El barri ocupa una àrea de 114,01 hectàrees. Les seves àrees urbanitzades i/o alterades arriben a 96,66 hectàrees.

## Toponímia

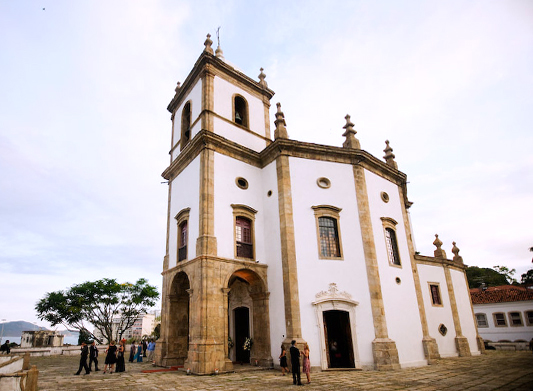
L'església de La nostra Senyora de la Glòria de Outeiro.

El barri deu el seu nom a l'església de nostra Senyora de la Glòria de Outeiro, coneguda popularment com a església de Glória.

## Història
Anteriorment, es deia Uruçu-Mirim (paraula tupí que significa petita abella). A la regió, van tenir lloc violents combats entre portuguesos i francesos durant la invasió francesa de Rio de Janeiro en el segle xvi, després els francesos van construir una estacada a la regió.
Al voltant de l'església, es va consolidar el poblament del barri. Hi va ser batejat l'escriptor Lima Barreto. L'església va tenir un paper destacat en la cort de Joan VI de Portugal. Hi va ser batejat l'emperador Pere II. Actualment, hi són batejats els descendents - de la branca fluminense - de Pere II del Brasil.
El 1567, a la platja davant del turó de la Glória (llavors denominada Morro do Laripe), va tenir lloc una batalla contra els francesos en la qual el fundador de Rio de Janeiro, Estácio de Sá, va rebre una fletxa en el rostre, ferida que li ocasionaria la mort un mes després. El lloc estava dominat pels indis tamoios, aliats dels francesos, i va ser ocupat pels portuguesos després dels combats.

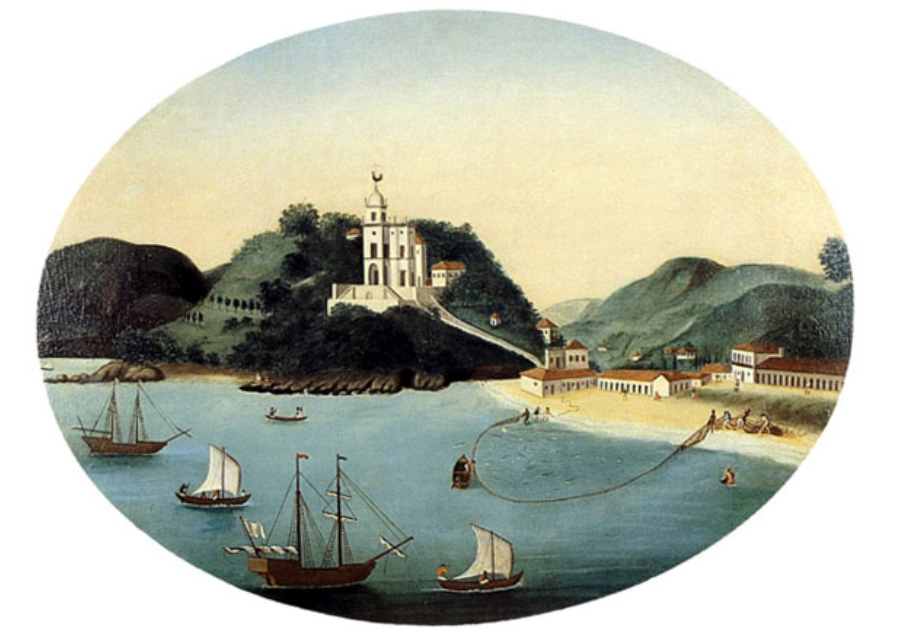
Glória, de Leandro Joaquim (1790).

L'ocupació del barri va ser una lluita permanent contra la naturalesa. La zona obligava a traslladar-se per un camí tortuós entre llacunes, pantans i turons. A la regió estaven la Lagoa do Boqueirão da Ajuda (avui anivellada amb terra -aterro- i transformada en passeig públic), la Praia das Areias de Espanha (actualment Lapa) i la Lagoa do Boqueirão da Glória (després Largo da Glória).
El 1671 va ser construïda una capella en el turó de Glória pel portuguès Antonio Caminha per acollir la imatge de nostra Senyora de la Glòria. El 1714, en el mateix lloc, va començar a erigir-se una església de pedra i calç, d'estil barroc, projecte de l'arquitecte José Cardoso Ramalho. Conclosa el 1740, es va conèixer com a Igreja de Nossa Senhora da Glória do Outeiro.
El 1775, per resoldre el problema de les inundacions del camí va ser construïda la Amurada da Glória. Al segle xix, grans hisendats del cafè es van instal·lar en imponents mansions de la zona, seguits per membres de la noblesa i per comerciants adinerats.
Lloc triat per al baptisme de Pere I del Brasil, l'església de Glória assumeix un paper rellevant per a la reialesa amb la realització de misses i cerimònies religioses. L'antic hospital de Beneficência Portuguesa (1840) roman fins avui com una de les edificacions més representatives de l'arquitectura de l'època.

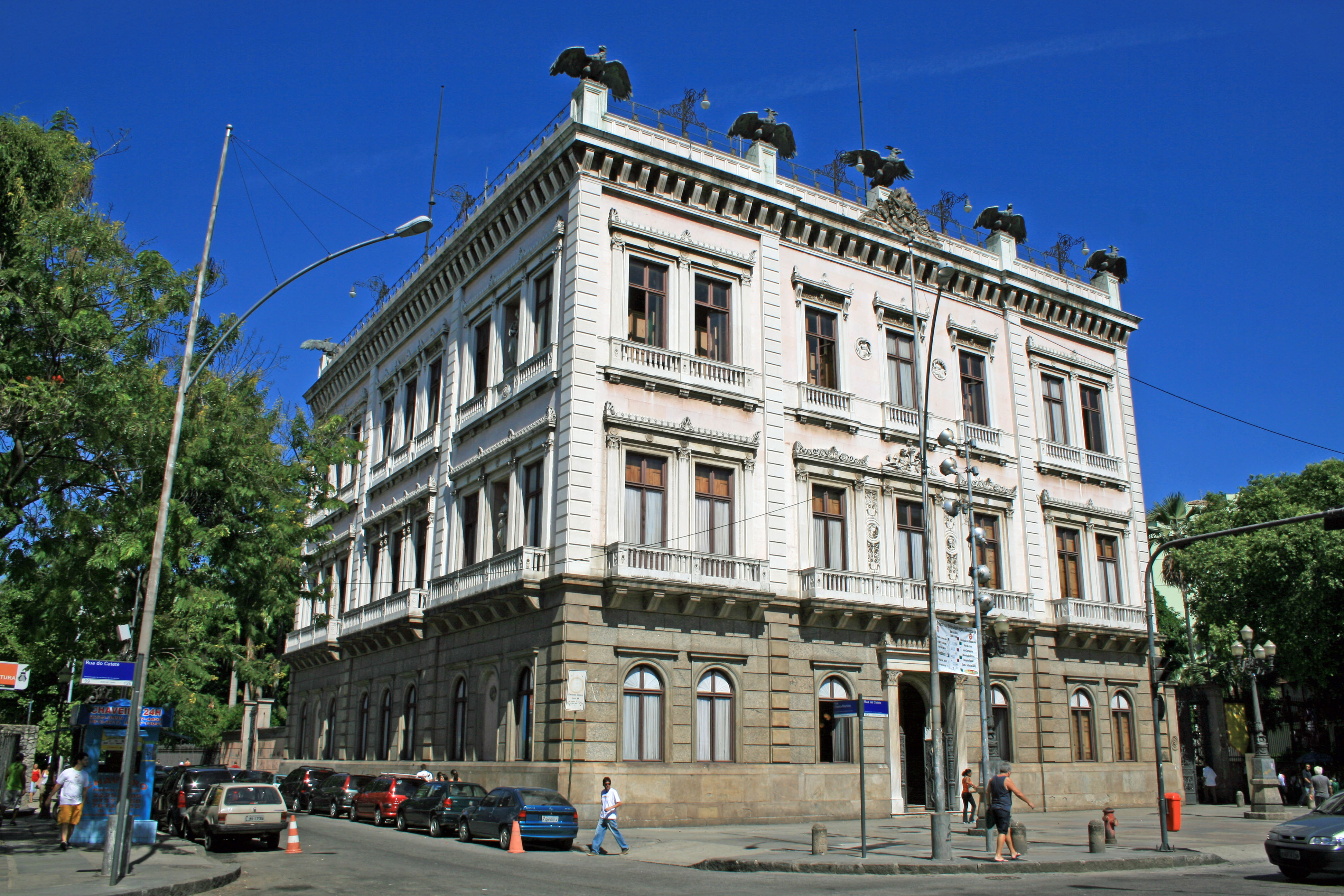
El Palau de Catete, construït en 1862.

Els nombrosos aterros realitzats en la costa i en els cursos de rius van fer que es poblés massivament el barri. El 1844 s'instal·la un servei de transport urbà amb diligències, la qual cosa va portar a Glória a gent de la classe mitjana, petits comerciants i, més endavant, persones de totes les classes socials.
El 1854, el Baró de Mauá va inaugurar el sistema d'il·luminació pública a gas, la qual cosa va permetre el desenvolupament d'una intensa vida nocturna entorn de bars i restaurants. La construcció del Palau de Catete el 1862 (llavors Palácio do Barão de Nova Friburg) va impulsar el desenvolupament de la zona.
El 1890, quan Rio de Janeiro va arribar als 551.559 habitants, el servei d'il·luminació arriba a més de deu mil punts de la ciutat, transformant l'urbs en una de les ciutats millor il·luminades del món. La il·luminació i el transport qualificaven l'ús del sòl: els terrenys més valoritzats eren els que tenien millors serveis públics.
En la primera dècada del segle xx, les anivellacions per guanyar terrenys al mar (incloses en la reforma urbana del prefecte Francisco Pereira Passos) van fer que Glória (igual que el barri veí Catete) sofrís transformacions radicals. El 1905, Pereira Passos va instal·lar en el barri un rellotge modernista, estil que seria característic de Glória.

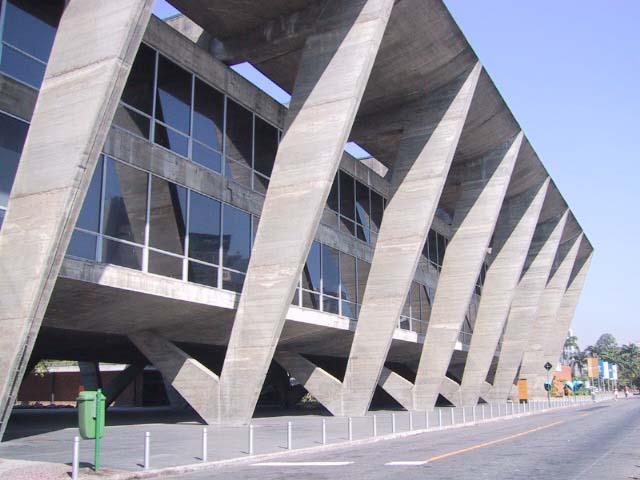
El Museu d'Art Modern de Rio de Janeiro, construït en 1948.

Durant l'administració de Prado Júnior (1926-1930), el barri inaugura la Praça París, construïda sobre l'aterro de l'antiga Praia das Areias de Espanha, amb jardins inspirats en la Belle Époque francesa. Als voltants sorgeixen edificis modernistes i es posa de moda passejar entre les alberedes de la Praça París.
El perfil aristocràtic del barri comença a declinar a partir de 1930, quan el major flux de vehicles és derivat a l'avinguda Beira-Mar, la qual cosa va portar a que persones de baix poder adquisitiu es traslladessin a Glória. Aquest procés va començar a revertir-se lentament amb l'estació de metrô (subterrani) de Glória (inaugurada el 1979, i amb un flux de 18 mil passatgers diaris el 2009) i els nombrosos esdeveniments que es realitzen en locals com la Marina da Glória i el Museu d'Art Modern, tots dos al Parc Brigadeiro Eduardo Gomes (o parc de Flamengo), creat en la dècada de 1960.

## Població
Glória compta amb una població estable de 10.098 persones, de les quals 4.398 són homes i 5.700 dones. Té una densitat de 88,57 habitants per quilòmetre quadrat i una esperança de vida de 77,37 anys.
L'Índex de Desenvolupament Humà (IDH) de Gloria és de 0,940, igual al d'Alemanya. La seva taxa d'alfabetització d'adults és de 99,06 %, la qual cosa el situa entre els cinc barris de la ciutat amb millor índex.
Segons dades de l'Institut Municipal d'Urbanisme Pereira Passos de 2004, Glória és un dels 25 barris de Rio de Janeiro sense faveles.

## Llocs destacats

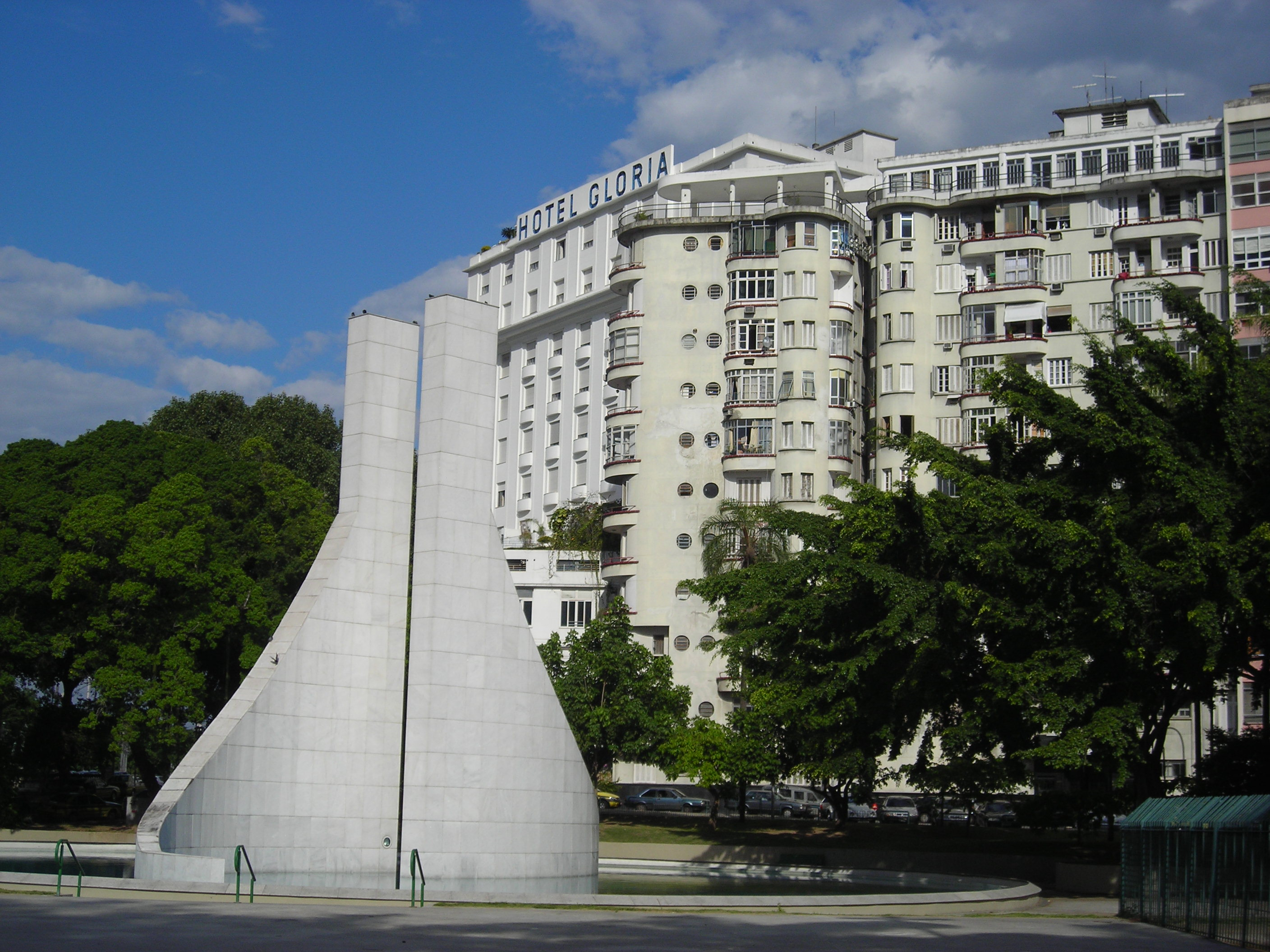
Hotel Glória.

- Església de nostra Senyora de la Glòria de Outeiro
- Hotel Glória
- Edifici Manchete
- Museu d'Art Modern de Rio de Janeiro
- Marina da Glória
- Monument als morts de la Segona Guerra Mundial

També destaquen el Memorial Getúlio Vargas, a la plaça Luis de Camõés, així com la seu de la Arxidiòcesi de Rio de Janeiro (Palácio São Joaquim), el Sistema Globo de Rádio, la seu de la Igreja Positivista do Brasil, el Centre do Movimento (Companyia de Dansa Deborah Colker), l'edifici Milton, i l'estàtua de Pedro Álvares Cabral (construïda el 1900).
A Glória es troben tres museus: de la Segona Guerra Mundial (històric), la Fundação Oscar Niemeyer (d'arts) i el Museu Imperial Nossa Senhora Glória do Outeiro (històric).